# Аутсорс (серіал)
«Аутсо́рс» — російський драматичний серіал режисера Душана Глігорова, знятий за мотивами повісті Дениса Драгунського «Донька військового пенсіонера». Створений продюсерською компанією «Среда». Головні ролі виконали Іван Янковський, Ельдар Калімулін, Данило Стєклов, Леонід Тележинський та Дмитро Сумін.
У вересні 2024 року був показаний на фестивалі «Новий сезон» і отримав премію в номінації «Найочікуваніший серіал». 11 лютого 2025 року відбулася світська прем'єра серіалу в московському кінотеатрі ««Октябрь»». 13 лютого 2025 року прем'єра відбулася в російському онлайн-кінотеатрі Okko.

## Сюжет
Події відбуваються в маленькому містечку на Камчатці в 1996 році, до введення в Росії мораторію на смертну кару. До місцевої в'язниці, де чекають своєї долі смертники, із міста Кімри (Тверська область) переводять наглядача Костю Волкова.
Він переконаний, що родичі жертв злочинців мають право самі приводити смертний вирок у виконання. До того ж, на цій справі можна непогано заробити. Костя в компанії з колегами-наглядачами, тюремним лікарем і прокурором створює новий бізнес, віддаючи смертну кару на «аутсорс».

## У ролях
| Актор               | Роль                                   |
| ------------------- | -------------------------------------- |
| Іван Янковський     | Костянтин Юрійович Волков, наглядач    |
| Ельдар Калімулін    | Олександр Рибкін, наглядач             |
| Данило Стєклов      | Роман Савельєв, наглядач               |
| Дмитро Сумін        | Андрій Валентинович Михайлов, прокурор |
| Леонід Тележинський | Петро Олексійович, тюремний лікар      |
| Міла Єршова         | Наташа, дружина Саші                   |
| Дар'я Савельєва     | Юля, дружина Петра                     |
| Каріна Александрова | Катя, дружина Андрія                   |
| Даша Котрельова     | Ніна, дружина Кості                    |
| Єлизавета Руфіна    | Маша, донька Ніни і Кості              |
| Ольга Лапшіна       | Олена, мама Романа                     |
| Каріна Разумовська  | мати Наташі                            |
| Віталій Коваленко   | Битюгов, начальник в'язниці            |
| Євген Коряковський  | професор                               |
| Сергій Уманов       | лікар                                  |
| Дмитро Сутирін      | Котов, батько вбитої дівчини           |
| Юлія Марченко       | Алла Лінчук, мати вбитої дівчини       |
| Євген Бакалов       | батько Андрія                          |

## Список серій
| Сезон | Сезон | Серії | Період трансляції           |
| ----- | ----- | ----- | --------------------------- |
|       | 1     | 8     | 13 лютого — 27 березня 2025 |

| № серії | Прем'єра        |
| ------- | --------------- |
| 1       | 13 лютого 2025  |
| 2       | 13 лютого 2025  |
| 3       | 20 лютого 2025  |
| 4       | 27 лютого 2025  |
| 5       | 6 березня 2025  |
| 6       | 13 березня 2025 |
| 7       | 20 березня 2025 |
| 8       | 27 березня 2025 |

## Виробництво
Зйомки серіалу розпочалися 12 січня 2024 року. Робота над серіалом велася в Москві, в Приельбруссі, на курортах Кавказьких Мінеральних Вод і на Камчатці, де й відбуваються події серіалу. Одну зі знімальних локацій, готель в Приельбруссі, спеціально обрав оператор Батир Моргачов. Він відпочивав там у 11 років, а потім був там зі своїми однокурсниками наприкінці 90-х. Лютневі зйомки проводилися в Кабардино-Балкарії, коли стояла сонячна погода і не було снігу, тому його довелося возити з Ельбрусу, оскільки події серіалу відбуваються взимку.
Команда творців обрала нетиповий формат кадру (4:3), щоб нагадати про 90-ті та старі телевізори. Зйомки завершилися 5 квітня 2024 року.

## Показ
У вересні 2024 року серіал був представлений на фестивалі «Новий сезон» і був визнаний найочікуванішим серіалом 2025 року в Росії.
11 лютого 2025 року в кінотеатрі «Жовтень» відбулася світська прем'єра серіалу.
Прем'єра двох перших серій відбулася 13 лютого 2025 року в онлайн-кінотеатрі Okko. Заключна серія вийде 27 березня 2025 року.

## Реакція
Серіал отримав високі оцінки російських кінокритиків.

## Нагороди
У 2024 році серіал отримав премію фестивалю «Новий сезон» у номінації «Найочікуваніший серіал».